# Юмурдас
Ю́мурдас (Юмурда, устар. Юммерден; латыш. Jumurdas ezers, Jumurdas muižas ezers) — мезотрофное озеро в Юмурдской волости Мадонского края Латвии. Относится к бассейну Даугавы.
Располагается к востоку от Юмурды, в Верхнеогрском понижении Видземской возвышенности. Уровень уреза воды находится на высоте 186,6 м над уровнем моря. Озёрная котловина прямоугольной формы. Акватория вытянута в широтном направлении на 1,8 км, шириной — до 1,1 км. Площадь водной поверхности — 174 га, вместе с пятью островами общая площадь озера равняется 177 га. Средняя глубина составляет 2,7 м, наибольшая — 5,5 м (по другим данным — 4 м). Степень зарастания — 5 %. Дно неровное, илистое, во впадинах мощность слоя донных отложений достигает 5 м. Побережье песчано-каменистое. Площадь водосборного бассейна — 12,5 км². Впадает река Сартупите и два ручья. Из юго-западной оконечности вытекает Андрупите, впадающая в озеро Пакшену.